# Edmond de Rothschild Heritage
La marque Edmond de Rothschild Heritage réunit les activités art de vivre détenues par le groupe Edmond de Rothschild : domaines vinicoles, hôtellerie, restauration, fromagerie, exploitation agricole et pépinières.
L'entité tire ses origines de la Société française des hôtels de montagne (SFHM) créée en 1920 par la baronne Noémie de Rothschild pour développer la station de ski de Megève. Elle se diversifie dans la production vinicole et fromagère, l'hôtellerie et la restauration entre les années 1970 et 2000, puis est consolidée sous la marque Edmond de Rothschild Heritage en 2016.

## Historique
En 1920, la baronne Noémie de Rothschild (1888-1968), épouse du baron Maurice de Rothschild (1881-1957), fait bâtir le domaine du Mont d'Arbois à Megève (« Le Palace des Neiges ») qui devient rapidement l'une des stations de sport d'hiver les plus prisées de l'aristocratie européenne. La Société française des hôtels de montagne (SFHM) détentrice du Mont d'Arbois est fondée. L'ambition de la baronne est de créer un "Saint-Moritz français". En 15 ans, le domaine se transforme en station de ski.
En 1963, le baron Edmond de Rothschild (1926-1997), fils de Noémie de Rothschild, reprend la gestion du domaine du Mont d'Arbois à Megève. Il rachète les chalets avoisinants qui deviennent les Chalets du Mont d'Arbois. En 1973, il acquiert le château Clarke, un domaine vinicole dans le Médoc, et le château Malmaison avoisinant. Dès 1981, château Clarke produit 400 000 bouteilles par an,. En 1990, Edmond de Rothschild lance une production fermière sur les terres de sa famille à Favières-en-Brie au cœur de la Ferme des Trente Arpents. En 1997, en Afrique du Sud, le baron Edmond de Rothschild et le Dr Anton Rupert transforment la ferme historique française Huguenot Friedricksburg en domaine viticole rebaptisé Rupert & Rothschild Vignerons.
En 1997, le baron Edmond de Rothschild décède. Son fils le baron Benjamin de Rothschild (1963-2021) et sa femme Ariane de Rothschild (1965-) reprennent la gestion de la SFHM ainsi que les actifs vinicoles et fermiers familiaux. En 1998, en Argentine, plusieurs investisseurs créent le domaine viticole Clos de los Siete sur 850 hectares à Vista Flores, dans la vallée d'Uco, au sud de Mendoza. Les familles Dassault et Rothschild investissent 12 millions d'euros dans la création d'une exploitation vinicole appelée Flechas de los Andes. Benjamin et Ariane de Rothschild font ensuite l'acquisition du château des Laurets (AOC Puisseguin-saint-émilion) en 2003. À partir de 2005, ils se rapprochent des deux autres branches de la famille Rothschild pour créer la Maison de Champagne Barons de Rothschild. En 2008, la SFHM fait l'acquisition des Pépinières de l'Ambre (95 hectares) près de Lyon. En 2012, la SFHM achète 24 hectares de terres au cœur de la Rapaura Road dans le vignoble de Marlborough en Nouvelle-Zélande et lance le vin Rimapere ("cinq flèches" en Maori).
La marque Edmond de Rothschild Heritage est créée en novembre 2016 pour réunir l'ensemble des activités art de vivre de la SFHM et du groupe Edmond de Rothschild. En 2017, Edmond de Rothschild Heritage inaugure la Bodegas Benjamin de Rothschild Y Vega Sicilia - Macán en Espagne,, puis annonce l'ouverture de la première destination de ski Four Seasons en Europe, le Four Seasons Megève (5 étoiles) au Mont d'Arbois. En mars 2021, Edmond de Rothschild Heritage ouvre le Palacio de Samaniego (4 étoiles) situé au cœur de la Rioja Alavesa en Espagne,. En 2022, avec les Pépinières de l’Ambre, Edmond de Rothschild Heritage mécène le projet de replantation d'ifs du jardin du Carrousel et fait l'acquisition de son deuxième domaine viticole en Nouvelle-Zélande, Akarua (Bannockburn, Central Otago).

## Description
Edmond de Rothschild Heritage réunit les activités art de vivre détenues par le groupe Edmond de Rothschild, à savoir la production de vin, l'hôtellerie, la restauration et la production de fromages. Alexis de la Palme est le président du directoire, Fabrice Bourgeois le directeur général et Ariane de Rothschild siège à son conseil d'administration.
- Vins : Les vignobles détenus par Edmond de Rothschild Heritage (500 hectares de vignes) produisent 3,5 millions de bouteilles de vin chaque année issues des propriétés suivantes (500 hectares de vignes au total)[19] : Château Clarke (Listrac-Medoc), Château Malmaison (Moulis-en-Médoc), Rupert and Rothschild Vignerons (Franschhoek Valley en Afrique du Sud), Château des Laurets (Puisseguin Saint-Émilion), Château de Malengin (Montagne Saint-Émilion), Flechas de los Andes (Clos de los Siete à Mendoza en Argentine, co-détenu avec Laurent Dassault), Rimapere (vignoble de Marlborough en Nouvelle-Zélande), Macán (Rioja en Espagne, co-détenu avec Vega Sicilia), Akarua (Bannockburn, Central Otago, Nouvelle-Zélande). Edmond de Rothschild Heritage prend aussi part à la production du champagne Barons de Rothschild[8] et constitue le premier actionnaire du Château Lafite-Rothschild[20].
- Hôtellerie : Four Seasons Megève (comprenant les Chalets du Mont d'Arbois, 5 étoiles), La Ferme du Golf (Megève, 3 étoiles), Palacio de Samaniego (Rioja Alavesa en Espagne, 4 étoiles)
- Restauration : 8 restaurants dont La Table de Noémie, Trattoria de la Taverne, La Dame de Pic - Le 1920 (Four Seasons Mégève), Kaïto (Four Seasons Mégève)
- Fromagerie : La Ferme des Trente Arpents à Favières-en-Brie (1 600 hectares) produit 160 tonnes de fromage chaque année[2] (Brie de Meaux fermier AOP, Fermier à la truffe noire du Périgord, Coulommiers, Merle Rouge[21]).

Edmond de Rothschild gère également des boutiques de vente au détail, dont l'Épicerie Noémie (Megève) et le Cellier des 30 Arpents (Favières).